# Uredo histiopteridis
Uredo histiopteridis är en svampart som först beskrevs av Gordon Herriot Cunningham, och fick sitt nu gällande namn av Hirats. f. 1957. Uredo histiopteridis ingår i släktet Uredo, ordningen Pucciniales, klassen Pucciniomycetes, divisionen basidiesvampar och riket svampar. Inga underarter finns listade i Catalogue of Life.